# Mariana Carcelén
María Ana Carcelén de Guevara y Larrea-Zurbano, Marquise of Villarocha thứ 5 và Marquise of Solanda thứ 7 (27 tháng 7 năm 1805  –  15 tháng 12 năm 1861) là một quý tộc người Ecuador và là vợ của nhà lãnh đạo Venezuela độc lập, ông Antonio Jose de Sucre. Bà được coi là Đệ nhất phu nhân đầu tiên của Bolivia.

## Tiểu sử
Carcelén được sinh ra bên ngoài thủ đô Quito, trong Real Audiencia của Quito thuộc Đế chế Tây Ban Nha. Bà là con gái của Felipe Carcelén y Sánchez de Orellana, Hầu tước thứ sáu của Villarocha, Đại tướng của San Francisco Borja, và vợ của ông, Teresa de Larrea y Jijón. Cha bà là một người tham gia  trong chính quyền quân sự ở Quito năm 1809.

### Hôn nhân với Antonio Jose de Sucre
Carcelén lần đầu tiên gặp Sucre tại thành phố Quito vào ngày 24 tháng 5 năm 1822, sau Trận chiến Pichincha. Trong trận chiến, bà và gia đình đã lánh nạn ở tu viện của Giáo hội Santo Domingo. Khi nghe lễ ăn mừng của quân đội, gia đình đã đến bên ngoài phía trước nhà thờ để theo dõi đám rước. Khi nhìn thấy Carcelén, Sucre đã xuống ngựa, tự giới thiệu với gia đình cô và trấn an họ rằng họ đã an toàn và có thể trở về nhà.
Trước khi qua đời vào năm 1823, Hầu tước đã đến thăm Sucre ở Quito để kết duyên cho Carcelén, con gái thừa kế của ông chuyện kết hôn. Mặc dù Sucre chấp nhận chuyện hôn nhân, anh vẫn tiếp tục cống hiến cho cuộc chiến chống Tây Ban Nha, thời gian sau anh và Carcelén vẫn trao đổi thư từ. Cặp đôi kết hôn vào ngày 20 tháng 4 năm 1828, tuy nhiên vì Sucre là Tổng thống Bolivia, Tướng Vicente Aguirre đã có mặt trong buổi lễ với tư cách là đại diện của Sucre. Aguirre cũng đã đến thăm biệt thự Carcelén, nơi Sucre và Carcelén sẽ sinh sống với nhau, thông báo cho Sucre về tình trạng của nơi ở cũng như giám sát việc trang trí lại.
Sau khi kết hôn, Carcelén trở thành Đệ nhất phu nhân đầu tiên của Bolivia, một vị trí mà bà sẽ giữ trong 8 ngày cho đến khi Sucre từ chức vào ngày 28 tháng 4 năm 1828.
Sucre trở lại Quito vào ngày 30 tháng 9 năm 1828 và cả hai chuyển đến biệt thự Carcelén. Mười tháng sau, Marquise hạ sinh con gái đầu lòng của họ, María Teresa de Sucre y Carcelén de Guevara.

#### Vụ ám sát Sucre
Năm 1829, Sucre nhận được lệnh quay trở lại Bogota để chủ trì Đại hội Gran Colombia trong nỗ lực tránh sự giải thể của nó. Ông bị ám sát ở vùng núi Berruecos vào ngày 4 tháng 6 năm 1830. Carcelén biết về cái chết của chồng 2 tuần sau đó và đã viết một lá thư cho Tướng Jose María Obando, buộc tội ông đã âm mưu giết chồng bà.

#### Cuộc hôn nhân thứ hai
vào ngày 16 tháng 7 năm 1831, Carcelén kết hôn lần thứ hai với vị tướng Colombia là Isidoro Barriga y López de Castro, vị tướng đã chiến đấu bên cạnh Sucre trong một chiến dịch ở Peru. Đây là một quyết định gây tranh cãi của cô; theo phong tục lúc bấy giờ thì một góa phụ phải đợi sau 5 năm trước khi tái hôn, để tôn trọng người chồng quá cố.
Vào ngày 16 tháng 11 năm 1831, vài tháng sau khi kết hôn, Barriga đang chơi đùa với Teresa, con gái của Sucre và Carcelén, cô quây quần bên vị tướng, thì bị ngã xuống sân chấn thương đầu và chết ngay lập tức. Mặc dù có một số suy đoán cái chết của cô là có chủ ý, nhưng hầu hết các nhà sử học tin rằng đó là một tai nạn bi thảm, với lý do Barriga là một người đàn ông tốt bụng và hào phóng, chứ không độc ác. Tuy nhiên, các nhà sử học khác tin rằng Teresa hoàn toàn không chết trong một vụ tai nạn, mà chết bởi một loại virus dạ dày, một nguyên nhân phổ biến gây tử vong ở trẻ em trong độ tuổi đó.
Năm 1832, Carcelén sinh ra Manuel Felipe Barriga y Carcelén de Guevara, đứa con duy nhất của cô từ cuộc hôn nhân này. Barriga chết ngày 29 tháng 5 năm 1850.

#### Cuộc hôn nhân thứ ba
Một năm sau cái chết của Barriga, Carcelén kết hôn lần thứ ba với José Baltazar Carrión Torres, một luật sư ở Loja. Họ đã có một đứa con tên là Mercedes Soledad Carrión y Carcelén de Guevara, đứa bé cũng không sống đến tuổi trưởng thành, có thể là do các vấn đề liên quan đến sức khỏe của mẹ cô.

#### Năm cuối đời và cái chết
Felipe là đứa con duy nhất còn sống của Carcelén, đã kết hôn với Josefina Flores Jijón, con gái của Tướng Juan Jose Flores. Carcelén tin rằng chính Tướng Flores đã tham gia vào vụ giết người chồng đầu tiên của cô và mối quan hệ của cô với con trai phải chịu hậu quả từ cuộc hôn nhân của mình. Carcelén qua đời vào ngày 15 tháng 12 năm 1861 ở tuổi 56, cô được chôn cất tại Quito. Cô được thương tiếc khắp thành phố, bởi nơi cô sống cô nổi tiếng vì lòng từ thiện của đối với người nghèo.